# Mare de Déu de Foligno
Mare de Déu de Foligno (en italià Madonna di Foligno) és una pintura a l'oli realitzada per Rafael el 1512 i actualment exposada a la Pinacoteca Vaticana, a la Ciutat del Vaticà.